# Hymenostomum obscurissimum
Hymenostomum obscurissimum är en bladmossart som beskrevs av Hugh Neville Dixon 1926. Hymenostomum obscurissimum ingår i släktet Hymenostomum och familjen Pottiaceae. Inga underarter finns listade i Catalogue of Life.